# 新植物學家
《新植物学家》（英語：New Phytologist）是由Wiley-Blackwell代表新植物学家基金会出版的同行評審科学期刊。它由植物学家Arthur Tansley于1902年创立，他也是該期刊的首位编辑，並且一直任職至1931年。

## 外部鏈接
- Journal Homepage （页面存档备份，存于）
- New Phytologist Foundation （页面存档备份，存于）
- New Phytologist （页面存档备份，存于） at SCImago Journal Rank（英语：SCImago Journal Rank）
- New Phytologist （页面存档备份，存于） at HathiTrust數字圖書館 Digital Library
- New Phytologist （页面存档备份，存于） at Botanical Scientific Journals